# Landtagswahlkreis Duisburg IV – Wesel V
Der Landtagswahlkreis Duisburg IV – Wesel V (bis 2017: Landtagswahlkreis Duisburg IV) war ein Landtagswahlkreis in Nordrhein-Westfalen. Er umfasste die Stadtbezirke Hamborn und Walsum im Norden von Duisburg und damit jenes Gebiet, auf dem sich von 1980 bis 1995 der Landtagswahlkreis Duisburg V erstreckte. Zur Wahl 2017 kamen von der Gemeinde Rheinberg im Kreis Wesel die Stadtbezirke Budberg und Orsoy hinzu. Zur Landtagswahl 2022 wurde der Wahlkreis aufgelöst, aufgrund der Bevölkerungsentwicklung verlor die Stadt Duisburg einen Wahlkreis.

## Landtagswahl 2017
Wahlberechtigt zur Landtagswahl 2017 waren 84.397 Einwohner des Wahlkreises. Die Wahlbeteiligung betrug 54,2 %.
| Direktkandidat      | Erststimmen in % | Partei   | Zweitstimmen in % |
| ------------------- | ---------------- | -------- | ----------------- |
| Frank Börner        | 41,6 %           | SPD      | 38,3 %            |
| Frank Heidenreich   | 23,9 %           | CDU      | 21,8 %            |
| Sven Krupka         | 3,8 %            | GRÜNE    | 3,8 %             |
| Dirk Schlenke       | 6,8 %            | FDP      | 8,2 %             |
| Kurt Klein          | 1,8 %            | PIRATEN  | 1,0 %             |
| Carmen Hornung-Jahn | 5,7 %            | LINKE    | 5,3 %             |
| Hans-Werner Schwarz | 14,1 %           | AfD      | 14,7 %            |
| Sonstige            | 2,4 %            | Sonstige | 6,9 %             |

Der Wahlkreis wurde im Landtag zuletzt durch den direkt gewählten Wahlkreisabgeordneten Frank Börner (SPD) vertreten, der dem Parlament seit 2012 angehört.

## Landtagswahl 2012
Wahlberechtigt zur Landtagswahl 2012 waren 80.995 Einwohner des Wahlkreises. Die Wahlbeteiligung betrug 46,8 %.
| Direktkandidat    | Erststimmen in % | Partei   | Zweitstimmen in % |
| ----------------- | ---------------- | -------- | ----------------- |
| Volker Mosblech   | 18,7 %           | CDU      | 15,4 %            |
| Frank Börner      | 59,0 %           | SPD      | 55,4 %            |
| Ozan Aksu         | 5,2 %            | GRÜNE    | 6,8 %             |
| Dirk Schlenke     | 2,6 %            | FDP      | 3,5 %             |
| Edith Fröse       | 4,8 %            | LINKE    | 4,3 %             |
| Britta Söntgerath | 9,6 %            | PIRATEN  | 7,9 %             |
| -                 | -                | Sonstige | 6,8 %             |

## Landtagswahl 2010
Wahlberechtigt zur Landtagswahl 2010 waren 82.146 Einwohner des Wahlkreises. Die Wahlbeteiligung lag bei 48,5 %.
| Direktkandidat        | Erststimmen in % | Partei   | Zweitstimmen in % |
| --------------------- | ---------------- | -------- | ----------------- |
| Volker Mosblech       | 23,2 %           | CDU      | 21,2 %            |
| Sören Link            | 53,2 %           | SPD      | 49,0 %            |
| Ralf Welters          | 6,3 %            | GRÜNE    | 7,1 %             |
| Betül Cerrah          | 2,0 %            | FDP      | 3,0 %             |
| Edith Fröse           | 8,5 %            | LINKE    | 8,7 %             |
| Antonietta Tumminello | 1,5 %            | MUT      | 1,0 %             |
| Susanne Kutzner       | 5,2 %            | pro NRW  | 4,6 %             |
| -                     | -                | Sonstige | 5,4 %             |

## Landtagswahl 2005
Wahlberechtigt zur Landtagswahl 2005 waren 83.659 Einwohner des Wahlkreises. Die Wahlbeteiligung lag bei 53,9 %.
| Direktkandidat          | Partei | Stimmen in % |
| ----------------------- | ------ | ------------ |
| Sören Link              | SPD    | 52,8         |
| Volker Mosblech         | CDU    | 32,0         |
| Kurt Schulte-Herbrüggen | FDP    | 2,9          |
| Hans-Jürgen Schröder    | GRÜNE  | 3,2          |
| Gunter Döschner         | REP    | 1,5          |
| Yasar Firat             | PDS    | 1,8          |
| Christoph Wolf          | BüSo   | 0,5          |
| Kay Udo Fröde           | NPD    | 1,9          |
| Uwe Schubert            | WASG   | 3,0          |
| Richard Horoba          | AMP    | 0,4          |

## Wahlkreissieger
| Jahr | Wahlkreisname            | Gebiet                                                                  | Direktmandat      | Partei |
| ---- | ------------------------ | ----------------------------------------------------------------------- | ----------------- | ------ |
| 1947 | 72 Duisburg-Meiderich    | Teile von Duisburg                                                      | Arnold Dehnen     | CDU    |
| 1950 | 72 Duisburg-Meiderich    | Teile von Duisburg                                                      | Emil Michel       | SPD    |
| 1954 | 72 Duisburg-Meiderich    | Teile von Duisburg                                                      | Emil Michel       | SPD    |
| 1958 | 72 Duisburg IV           | Teile von Duisburg mit Meiderich                                        | Emil Michel       | SPD    |
| 1962 | 72 Duisburg IV           | Teile von Duisburg mit Meiderich                                        | Emil Michel       | SPD    |
| 1966 | 75 Duisburg IV           | Teile von Duisburg mit Meiderich                                        | Rudi Bahr         | SPD    |
| 1970 | 75 Duisburg IV           | Teile von Duisburg mit Meiderich                                        | Rudi Bahr         | SPD    |
| 1975 | 75 Duisburg IV           | Teile von Duisburg mit Meiderich                                        | Rudi Bahr         | SPD    |
| 1980 | 69 Duisburg IV           | Stadtbezirk Meiderich-Beeck                                             | Waltraud Lauer    | SPD    |
| 1985 | 69 Duisburg IV           | Stadtbezirk Meiderich-Beeck                                             | Waltraud Lauer    | SPD    |
| 1990 | 69 Duisburg IV           | Stadtbezirk Meiderich-Beeck                                             | Friedrich Hofmann | SPD    |
| 1995 | 69 Duisburg IV           | Stadtbezirk Meiderich-Beeck                                             | Friedrich Hofmann | SPD    |
| 2000 | 69 Duisburg IV           | Stadtbezirk Meiderich-Beeck und Neumühl                                 | Ralf Jäger        | SPD    |
| 2005 | 63 Duisburg IV           | Stadtbezirke Hamborn und Walsum                                         | Sören Link        | SPD    |
| 2010 | 63 Duisburg IV           | Stadtbezirke Hamborn und Walsum                                         | Sören Link        | SPD    |
| 2012 | 63 Duisburg IV           | Stadtbezirke Hamborn und Walsum                                         | Frank Börner      | SPD    |
| 2017 | 63 Duisburg IV – Wesel V | Duisburg: Stadtbezirke Hamborn und Walsum; Rheinberg: Budberg und Orsoy | Frank Börner      | SPD    |